# Вајсенбург ин Бајерн
Вајсенбург ин Бајерн (њем. Weißenburg in Bayern) општина је у њемачкој савезној држави Баварска. Једно је од 27 општинских средишта округа Вајсенбург-Гунценхаузен. Према процјени из 2010. у општини је живјело 17.617 становника. Посједује регионалну шифру (AGS) 9577177.

## Географски и демографски подаци
Вајсенбург ин Бајерн се налази у савезној држави Баварска у округу Вајсенбург-Гунценхаузен. Општина се налази на надморској висини од 422 метра. Површина општине износи 97,6 km². У самом мјесту је, према процјени из 2010. године, живјело 17.617 становника. Просјечна густина становништва износи 181 становника/km².

## Међународна сарадња
| Мјесто        | Држава               | Врста сарадње | Од    |
| ------------- | -------------------- | ------------- | ----- |
| Чичестер      | Уједињено Краљевство | партнерство   | 1979. |
|               | Француска            | контакт       | 1969. |
|               | Швајцарска           | контакт       | 1973. |
| Секешфехервар | Мађарска             | партнерство   | 1972. |
|               | Финска               | партнерство   | 2000. |
| Извор         |                      |               |       |